# SET-7
SET-7 byl dvoumístný rumunský jednomotorový dvouplošník z období 30. let 20. století, vyráběný společností Societatea pentru Exploatări Tehnice v Bukurešti.

## Vznik
SET-7 vznikl na základě objednávky ministerstva letectví a námořnictva z prosince 1930 na pokračovací cvičný letoun. Nový typ vycházel ze stroje SET-3, jehož hvězdicový motor Salmson 9Ab o 170 kW byl nahrazen výkonnější pohonnou jednotkou Armstrong Siddeley Jaguar IIIA o výkonu 265 kW. Po zalétání v roce 1931 a testovacích letech bylo v období let 1932-1934 vyrobeno 50 sériových strojů.

## Vývoj
V lednu 1934 byla podepsaná zakázka ministerstva na 20 kusů lehké bombardovací a taktické pozorovací verze SET-7K s celokovovou kostrou trupu. Její pohon zajišťoval francouzský sedmiválec Gnome-Rhône K7sd o výkonu 280 kW, který obdržel kryt NACA a roztáčel dvoulistou dřevěnou vrtuli. Letouny vyzbrojené pohyblivým kulometem Lewis ráže 7.62 mm byly dodány do srpna 1936.
V červnu 1936 společnost obdržela zakázku na dalších 20 exemplářů verze SET-7KB, do jejichž draků byl instalován licenční rumunský motor Gnome-Rhône K7sd s označením IAR K7-120 s výkonem zvýšeným na 309 kW. Zvýšení výkonu umožnilo montáž pevného synchronizovaného kulometu Vickers nad motor a závěsníků pro 6 až 24 menších protipěchotních pum pod spodním křídlem.
Ještě v srpnu 1937 získala firma SET zakázku na třetí dvacetikusovou sérii verze SET-7KD, vyzbrojených někdy pouze pohyblivým kulometem. Všechny tyto pozemní verze mohly být vybaveny místo koly lyžemi firmy ICAR.
Produkce byla ukončena v roce 1938 výrobou osmi plovákových SET-7H.

## Hlavní technické údaje
Údaje platí pro SET-7
- Rozpětí: 9,80 m
- Délka: 7,30 m
- Výška: 3,15 m
- Nosná plocha: 26,60 m²

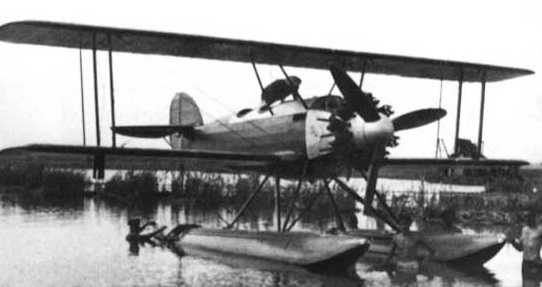
SET-7H

- Hmotnost prázdného letounu: 912 kg
- Vzletová hmotnost: 1310 kg
- Maximální rychlost ve 2000 m: 240 km/h
- Dostup: 6800 m
- Dolet: 500 km